# Bhutaniella rollardae
Bhutaniella rollardae là một loài nhện trong họ Sparassidae.
Loài này thuộc chi Bhutaniella. Bhutaniella rollardae được Peter Jäger miêu tả năm 2001.